# The Ladder Jinx

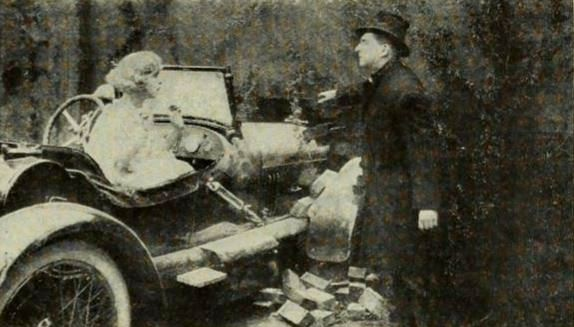
Extrait du film The Ladder Jinx (1922)

The Ladder Jinx est un film muet américain réalisé par Jess Robbins et sorti en 1922.

## Fiche technique
- Réalisation : Jess Robbins
- Scénario : David Kirkland, d'après une histoire d'Edgar Franklin
- Photographie : Irving Reis
- Production : Albert E. Smith
- Genre : comédie
- Date de sortie : 
  - États-Unis : 20 août 1922

## Distribution
- Edward Everett Horton : Arthur Barnes
- Margaret Landis : Helen Wilbur
- Wilbur Higby : James Wilbur
- Tully Marshall : Peter Stalton
- Otis Harlan : Thams Gridley
- Colin Kenny : Richard Twing
- Tom McGuire : Juge Brown
- Will Walling : Officier Murphy
- Tom Murray : Détective Smith
- Ernest Shields : Cheyenne Harry
- Max Asher : Sam